# Église Saint-Jean de Valga
L'église Saint-Jean de Valga (estonien : Valga Jaani kirik) est une église luthérienne située à Valga en Estonie.

## Présentation
L'église est située au centre de Valga dans le comté de Valga.
L'église a été achevée et consacrée le 3 septembre 1816.
L'église fait partie du patrimoine protégé.

## Histoire
L'église a été construite entre 1787 et 1816, la première pierre a été posée le 31 mai 1787.
L'église en pierre a été conçue par l'architecte de Riga Christoph Haberland. Avant cela, Valga comptait seulement des églises en bois qui avaient tendance à être détruites lors des guerres et des incendies.
L'église a été construite sur l'ancien cimetière, à côté de la future place du marché, cet endroit est devenu le centre de Valga.
L'église a été construite grâce à des dons. En deux ans, l'église était à hauteur de toit, mais faute d'argent, l'achèvement de la construction fut retardé jusqu'en 1816, lorsque le clocher de l'église fut achevé. L'empereur Alexandre Ier a fait don de 5 000 roubles, puis l'église a été achevée et consacrée le 3 septembre 1816. En 2016, le 200ème anniversaire de l'église Saint-Jean-Baptiste a été célébré.

## Architecture
L'église Saint-Jean de Valga est un exemple du style caractéristique de son époque, où se mêlent baroque tardif et classicisme.
C'est la seule église de ce type en Estonie.
L'église a un plan ovale, elle n'a pas de piliers à l'intérieur et la voute ne repose que sur les murs. Le plan au sol ovale et les fenêtres ovales dites en Œil-de-bœuf au-dessus des fenêtres cintrées font référence au style baroque. Cependant, le dessin des portes, des fenêtres basses et de la chaire est caractéristique du classicisme.
L'église offre 800 places, la hauteur de la nef est de 9 m et la hauteur de la tour est de 40 m.

## Galerie

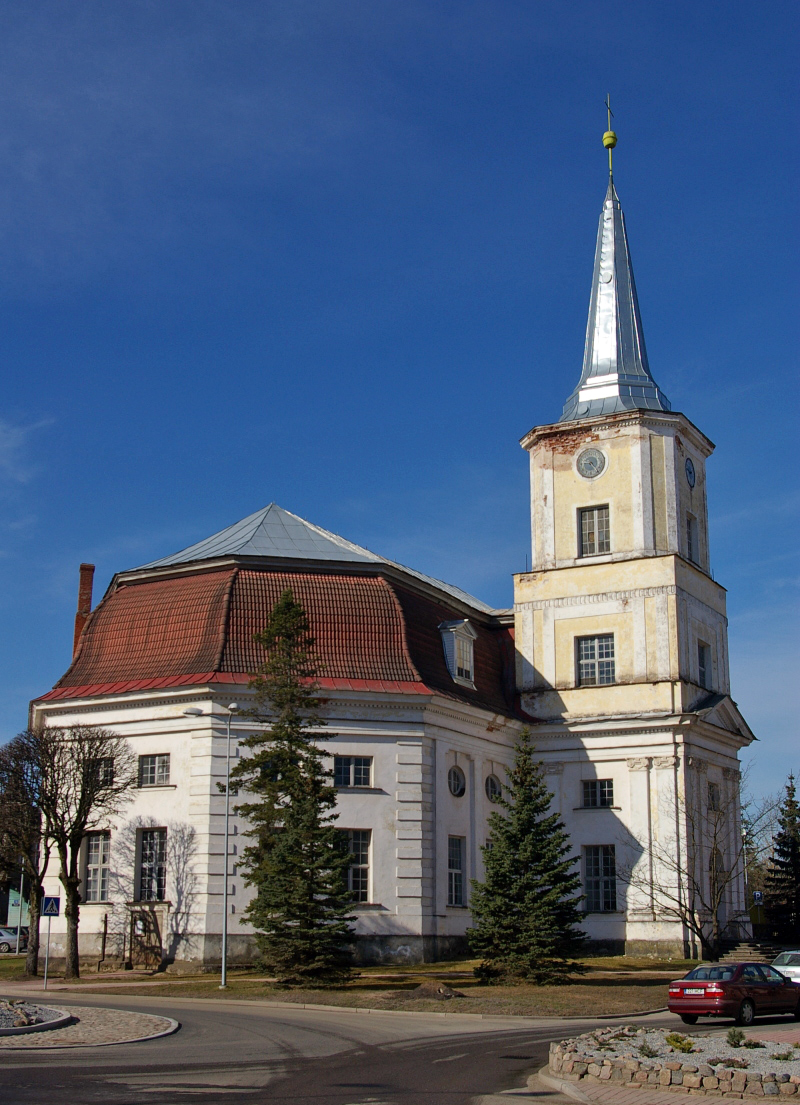
L'église.
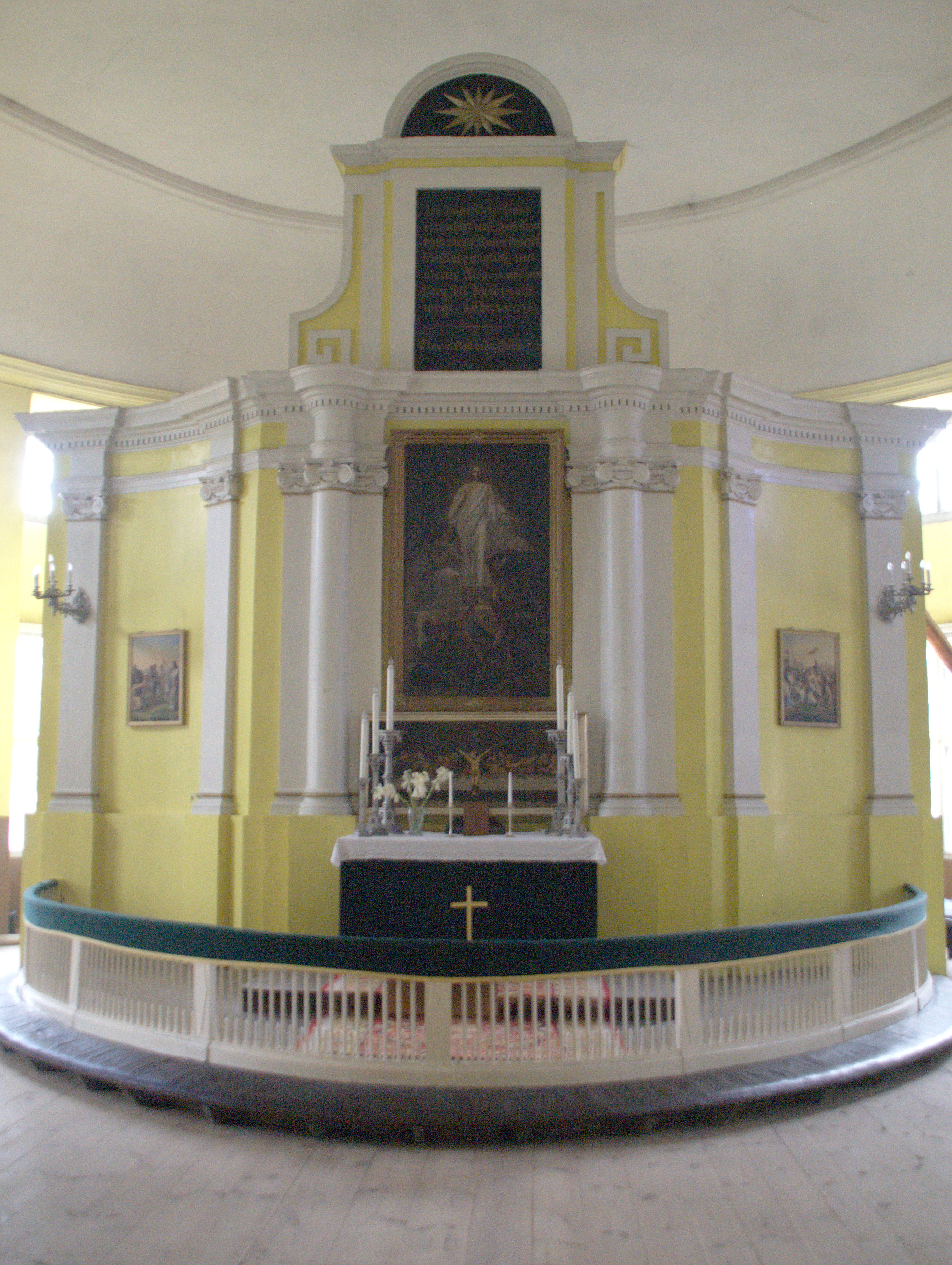
Autel
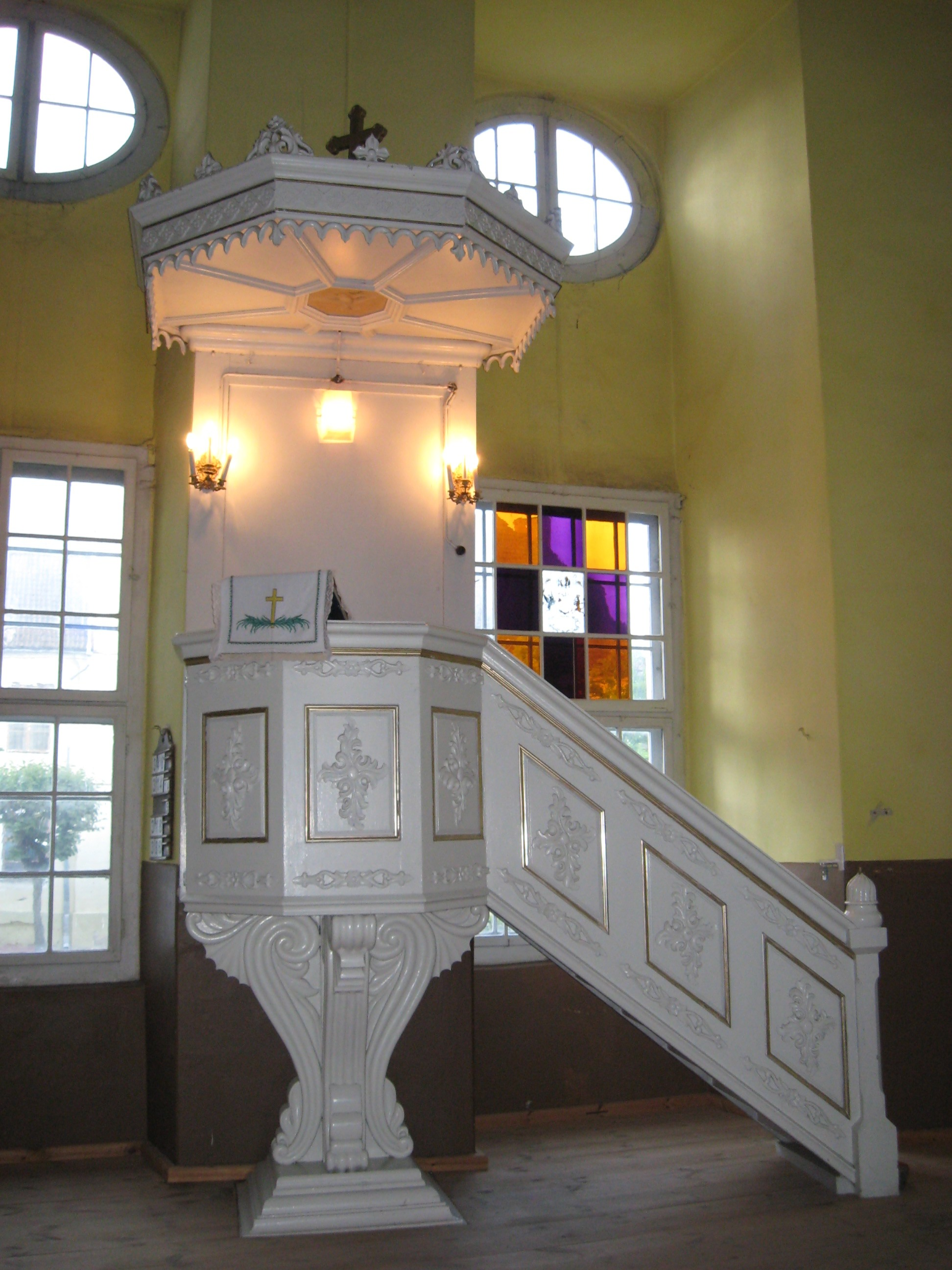
Chaire.
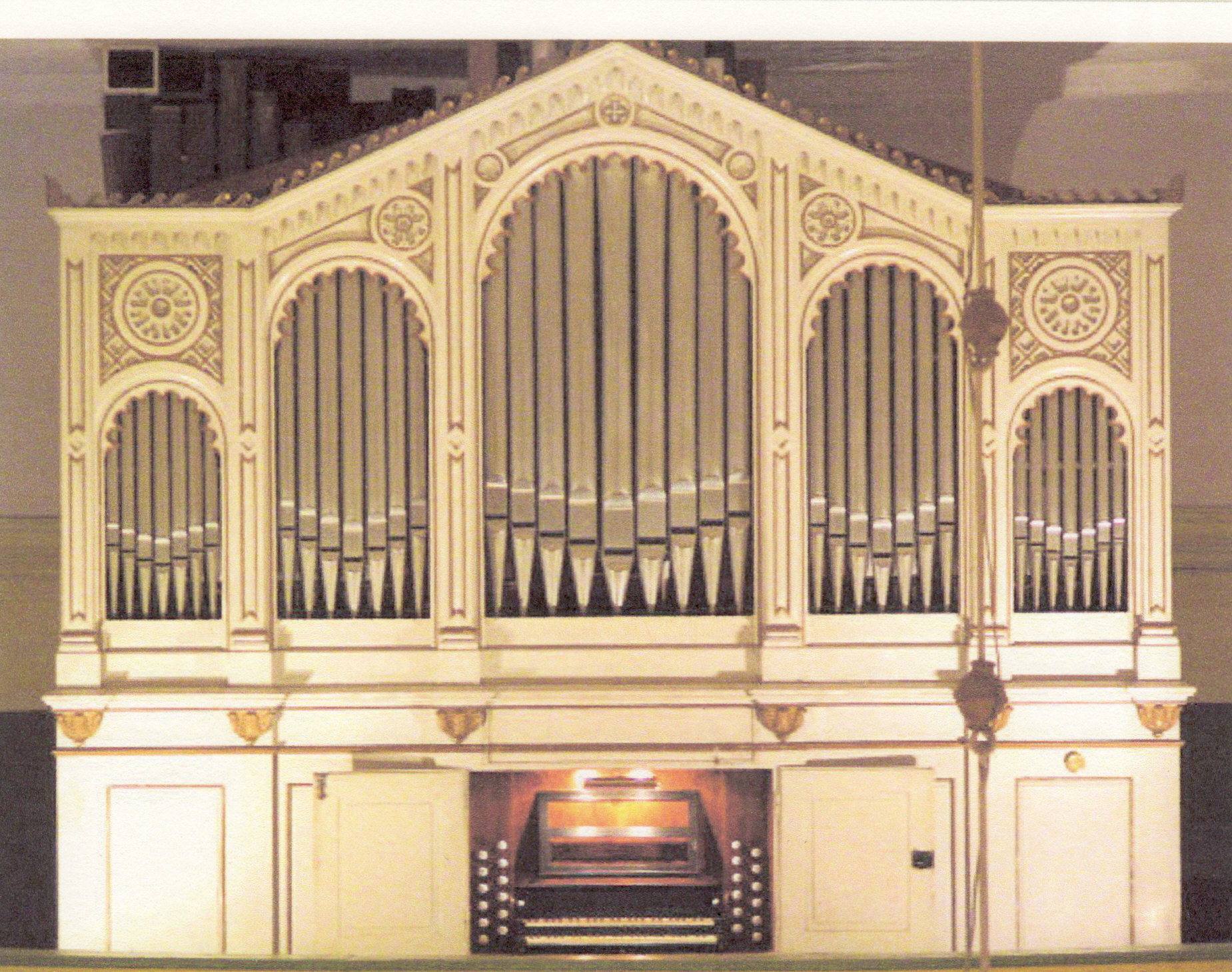
Orgue.
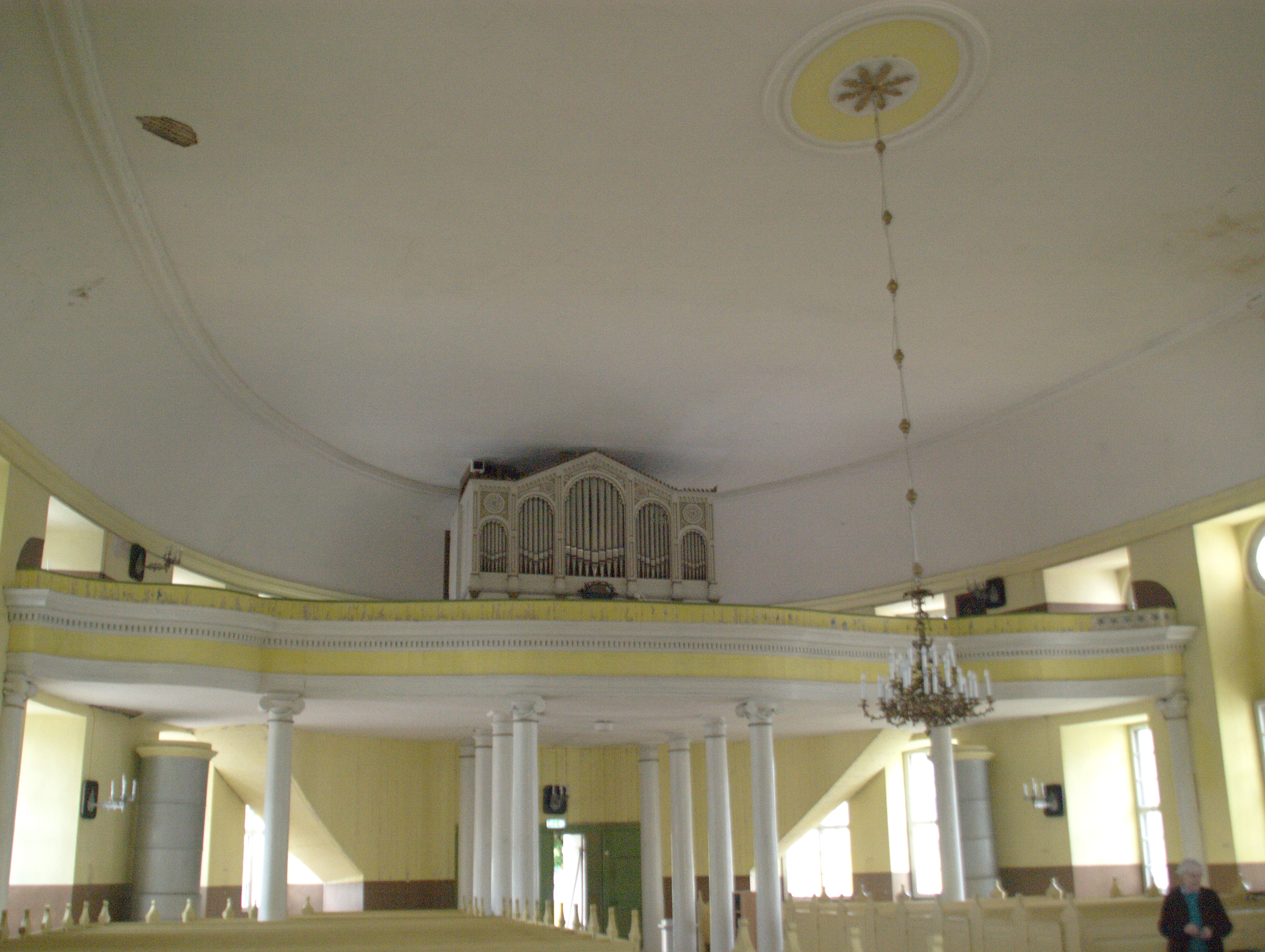
Vue de l'orgue